# Una casa de granadas
«Una casa de granadas» (título original: A House of Pomegranates) es un libro de cuentos de hadas publicado en 1891 por Oscar Wilde. Fue instituido como la continuación del libro de cuentos El Príncipe Feliz y otros cuentos (1888). Wilde dijo una vez que esta colección no fue planeada ni para los niños británicos ni para el público británico.
Los cuentos incluidos en esta colección son:
- «El joven rey»
- «El cumpleaños de la infanta»
- «El pescador y su alma»
- «El niño estrella»